# MK20石眼式集束炸彈

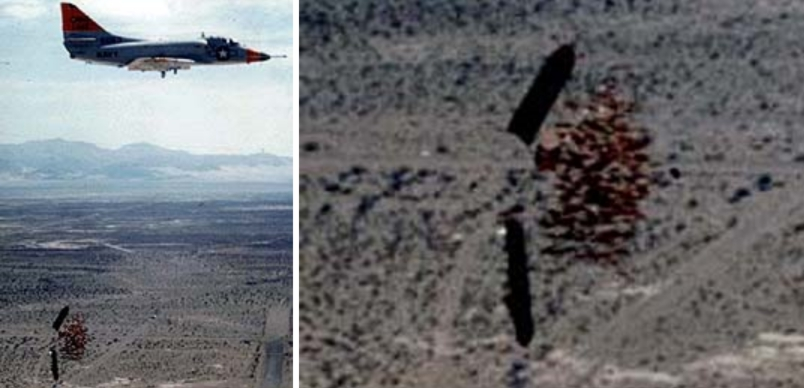
A-4攻擊機投擲石眼集束炸彈，可看到其撒布的247枚子彈藥

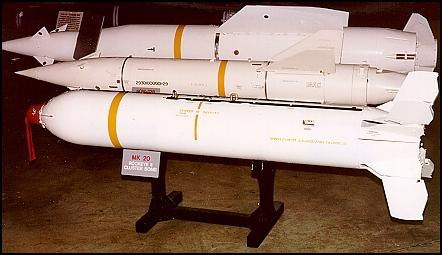
前景是CBU-99，還有AGM-12B 和AGM-12C。 CBU-99 和 CBU-100 幾乎相同。

MK20石眼集束炸彈（制式代號CBU-99/100），是一款美國空軍開發量產的自由落體集束炸彈，於1963年開始研發，1970年美軍開始裝備，主要用於對付裝甲目標。

## 性能
- 全重  222公斤
- 弹长  2.33米
- 直径  335毫米
- 翼展  437毫米（拆叠状态）
- 战斗部  247枚MK118型双用途子弹药
- 每枚子弹药重0.63公斤，装药0.18公斤
- 穿透力  土壤700～800毫米；岩石100～156毫米；钢甲50～80毫米
- 杀伤面积  4800平方米（152米高度投掷）

## 使用國家
- 美国
- 中華民國
- 乌克兰